# United Cup
United Cup – międzynarodowy turniej tenisa, rozgrywany na przełomie roku w dwóch australijskich miastach w ramach przygotowań do Australian Open. Jest to pierwszy turniej drużynowy dla obu płci, który przyznaje graczom zarówno punkty rankingowe ATP, jak i rankingowe WTA.

## Historia
United Cup zastąpił ATP Cup rozgrywany w latach 2020–2022, który wcześniej zastąpił Puchar Hopmana.

## Zawody

### Format
Turniej rozpoczyna się od fazy grupowej, w której każde 3 kraje w ramach jednej z sześciu grup rozgrywają mecze w formacie każdy z każdym. Każdy mecz w turnieju składa się z jednego meczu danego rodzaju: gry pojedynczej mężczyzn, gry pojedynczej kobiet i gry mieszanej.
Do fazy turniejowej przechodzą zwycięzcy grup oraz dwie najlepsze drużyny z drugich miejsc. Mecze półfinałowe rozgrywane są w ciągu 2 dni. Finał odbywa się ostatniego dnia.

#### Format pierwszej edycji
W 2023 roku każdy mecz w turnieju składał się z 2 meczów gry pojedynczej mężczyzn, 2 meczów gry pojedynczej kobiet oraz meczu gry mieszanej. Był podzielony na dwa dni - 1 mecz gry pojedynczej mężczyzn i 1 mecz gry pojedynczej kobiet, a mecz gry mieszanej był rozgrywany podczas drugiego dnia po ostatnim meczu gry pojedynczej.
Każde z trzech miast gościł dwie grupy z trzech krajów w formacie każdy z każdym w pierwszym tygodniu turnieju. Jedna grupa w każdym mieście grała wszystkie mecze w sesji porannej, podczas gdy druga grała w sesji wieczornej.
Zwycięzcy grup w każdym mieście grały ze sobą w tzw. finale miasta o jedno z trzech półfinałowych miejsc. Finał ten rozgrywany był w ciągu jednego dnia w ramach sesji porannej i wieczornej. Najlepsza drużyna z trzech przegranych zostawała czwartym półfinalistą.
W przypadku, gdy zwycięzca meczu zostanie wyłoniony po 4 pojedynkach singlowych, mecz deblowy nie był rozgrywany.

#### Format drugiej edycji
Od edycji w 2024 roku każdy mecz w turnieju składał się z jednego meczu gry pojedynczej mężczyzn, jednego meczu gry pojedynczej kobiet oraz meczu gry mieszanej, który był rozgrywany w sesji porannej bądź wieczornej.
Każde z dwóch miast (Perth i Sydney) gościło trzy grupy. Do ćwierćfinału awansowały najlepsze drużyny z grup oraz najlepsi wicemistrzowie grup z obydwu miast.

### Kwalifikacje
18 krajów kwalifikuje się w następujący sposób:
- Sześć krajów kwalifikuje się na podstawie rankingu ATP – brany pod uwagę jest najlepszy zawodnik w grze pojedynczej.
- Sześć krajów kwalifikuje się na podstawie rankingu WTA – brana pod uwagę jest najlepsza zawodniczka w grze pojedynczej.
- Sześć ostatnich krajów kwalifikuje się na podstawie połączonego rankingu – brani pod uwagę są najlepsi zawodnicy w rankingu ATP i WTA.

Australia jako gospodarz, jeśli nie zakwalifikuje się samodzielnie, ma zagwarantowane jedno z miejsc zarezerwowanych dla drużyn z najlepszym łącznym rankingiem.
Każdy kraj jest reprezentowany przez dwóch graczy specjalizujących się w grzej pojedynczej i jednego w grzej podwójnej dla każdej płci. W pierwszej edycji turnieju reprezentacje były większe o trzeciego singlistę każdej płci.

## Miasta i obiekty
| Obraz | Nazwa              | Pojemność | Lokalizacja | Edycje                                    | Mapa                |
| ----- | ------------------ | --------- | ----------- | ----------------------------------------- | ------------------- |
|       | Pat Rafter Arena   | 5500      | Brisbane    | Faza grupowa Finał miasta                 | PerthBrisbaneSydney |
|       | RAC Arena          | 15500     | Perth       | Faza grupowa Finał miasta                 | PerthBrisbaneSydney |
|       | Ken Rosewall Arena | 10500     | Sydney      | Faza grupowa Finał miasta Półfinały Finał | PerthBrisbaneSydney |

## Lista finałów
| Rok  | Mistrz            | Drugie miejsce | Wynik |
| ---- | ----------------- | -------------- | ----- |
| 2023 | Stany Zjednoczone | Włochy         | 4–0   |
| 2024 | Niemcy            | Polska         | 2–1   |

## Wyniki drużyn
| Kraj              | 2023  | 2023 | 2024  | 2024 |
| Kraj              | Runda | W-P  | Runda | W-P  |
| ----------------- | ----- | ---- | ----- | ---- |
| Argentyna         | FG    | 0–2  | -     | -    |
| Australia         | FG    | 1–1  | SF    | 2–2  |
| Belgia            | FG    | 0–2  | -     | -    |
| Brazylia          | FG    | 1–1  | FG    | 0–2  |
| Bułgaria          | FG    | 1–1  | -     | -    |
| Chile             | -     | -    | FG    | 1–1  |
| Chiny             | -     | -    | QF    | 1–2  |
| Chorwacja         | FM    | 2–1  | FG    | 1–1  |
| Czechy            | FG    | 1–1  | FG    | 0–2  |
| Francja           | FG    | 1–1  | SF    | 3–1  |
| Grecja            | SF    | 3–1  | QF    | 1–2  |
| Hiszpania         | FG    | 0–2  | FG    | 1–1  |
| Holandia          | -     | -    | FG    | 1–1  |
| Kanada            | -     | -    | FG    | 1–1  |
| Kazachstan        | FG    | 0–2  | -     | -    |
| Niemcy            | FG    | 0–2  | Z     | 4–1  |
| Norwegia          | FG    | 0–2  | QF    | 1–2  |
| Polska            | SF    | 3–1  | F     | 4–1  |
| Serbia            | -     | -    | QF    | 2–1  |
| Stany Zjednoczone | Z     | 5–0  | FG    | 1–1  |
| Szwajcaria        | FG    | 1–1  | -     | -    |
| Wielka Brytania   | FM    | 2–0  | FG    | 1–1  |
| Włochy            | F     | 3–2  | FG    | 0–2  |

- FG = faza grupowa
- FM = finał miasta
- QF = ćwierćfinał
- SF = półfinał
- F = finaliści
- Z = zwycięzcy